# هاري فريدمان (كاتب)
هاري فريدمان (بالإنجليزية: Harry Freedman)‏ هو كاتب بريطاني، ولد في 1950.